# Galileu Regio

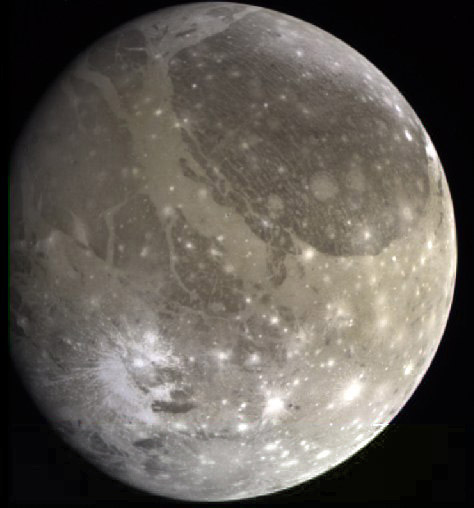
Imagem em núcleos reais de Ganimedes, adquirida pela sonda Galileo em 26 de junho de 1996. A foto exibe uma visão específica da lua de Júpiter, destacando sua superfície variada e características geológicas, incluindo a região de Galileu, uma das áreas de maior interesse científico. Galileu Régio é uma grande região escura e parcialmente coberta por grandes cadeias de montanhas, visível nesta imagem de Ganimedes. A observação de Ganimedes pela sonda Galileu revelou dados essenciais sobre a composição e a dinâmica geológica desta lua, fundamentais para o entendimento da história do sistema solar.

Galileo Regio é uma grande e escura estrutura de superfície na lua de Júpiter, Ganimedes .
É uma região de material escuro antigo que foi fragmentado pelo tectonismo e agora está cercado por material mais jovem e brilhante (como o de Uruk Sulcus ) que vem surgindo do interior de Ganimedes. Acredita-se que tenha cerca de 4 bilhões de anos e seja repleta de crateras e palimpsestos, mas também tenha uma distribuição única de sulcos e terreno liso que tem sido objeto de especulações conflitantes quanto à causa ou origem. A distribuição de terreno suave no Galileo Regio sugere que a crosta antiga de Ganimedes era relativamente fina na região equatorial e engrossava em direção aos polos nessa área. As relações de idade, morfologia e geometria dos sistemas de sulcos não favorecem uma origem por impacto ou estresse de maré. Uma origem possível, mas especulativa, é a elevação da crosta causada por uma célula de convecção semelhante a uma pluma em um manto fluido subjacente a uma crosta fina. As relações estratigráficas e morfológicas entre sulcos e palimpsestos de crateras sugerem que a morfologia do palimpsesto é em grande parte o resultado do impacto em uma crosta  fraca, em vez de relaxamento viscoso.
A região é limitada a sudoeste por Uruk Sulcus, que fica entre ela e Marius Regio . Dentro da própria Galileo Regio encontra-se o palimpsesto Memphis Facula, uma relíquia de uma cratera de impacto que foi achatada de uma maneira característica de alguns corpos do Sistema Solar com crostas de gelo.
Um estudo de 2020 realizado por Hirata, Suetsugu e Ohtsuki sugere que Ganimedes provavelmente foi atingido por um asteroide enorme há 4 bilhões de anos; um impacto tão violento que pode ter deslocado o eixo da lua. O estudo chegou a esta conclusão analisando imagens do sistema de sulcos na superfície do satélite. Galileo Regio é um dos sistemas analisados.